# Monroe Township (Adams County, Ohio)
Monroe Township ist eines von fünfzehn Townships des Adams Countys im US-Bundesstaat Ohio. Das U.S. Census Bureau hat bei der Volkszählung 2020 eine Einwohnerzahl von 624 ermittelt.

## Geografie
Monroe Township liegt im Süden des Adams Countys im Südwesten von Ohio am Ohio River, der die natürliche Grenze zu Kentucky bildet, und grenzt im Uhrzeigersinn an die Townships Tiffin Township, Brush Creek Township, Green Township, Manchester Township, Sprigg Township und Liberty Township.

## Verwaltung
Das Township wird durch ein Board of Trustees, bestehend aus drei gewählten Mitgliedern, verwaltet. Zwei Personen werden jeweils im Jahr nach der Präsidentschaftswahl gewählt und eine jeweils im Jahr davor. Die Amtszeit dauert in der Regel vier Jahre und beginnt jeweils am 1. Januar. Daneben gibt es noch einen Township Clerk (Schriftführer), der ebenfalls im Jahr vor der Präsidentschaftswahl auf eine vierjährige Amtszeit gewählt wird. Dessen Amtszeit beginnt jeweils am 1. April.